# 哭泣也無所謂喔
《哭泣也無所謂喔》（日语：泣いてもいいんだよ）是桃色幸運草Z（ももいろクローバーZ）的第11張单曲。2014年5月8日由evilline發售。

## 概要
分为初回限定盤与通常盤2種形式發售。
哭泣也無所謂喔為電影「惡夢小姐 The 夢ovie」主題曲。堂堂平和宣言為電影偉大的咻啦啦砰主題曲。

## 收錄曲

### 初回限定盤
1. 哭泣也無所謂喔（日语：泣いてもいいんだよ）
作詞、作曲：中島美雪（中島みゆき）
2. 堂堂平和宣言（堂々平和宣言）
作詞:鎮座DOPENESS、作曲、編曲：MICHEL☆PUNCH／KEIZOmachine! from HIFANA／EVISBEATS
3. 哭泣也無所謂喔（off vocal ver.）
4. 堂堂平和宣言（off vocal ver.）

DVD
《哭泣也無所謂喔》MV

### 通常盤
1. 哭泣也無所謂喔
2. 堂堂平和宣言
3. My Dear Fellow
4. 哭泣也無所謂喔（off vocal ver.）
5. 堂堂平和宣言（off vocal ver.）
6. My Dear Fellow（off vocal ver.）

## 外部連結
- 官方網站（页面存档备份，存于）（日語）

### 音樂影片
YouTube上的